# The Boy's Word: Blood on the Asphalt
The Boy's Word: Blood on the Asphalt (en ruso: Слово пацана. Кровь на асфальте, romanizado: Slovo patsana. Krov na asfalte) es una serie de televisión rusa de drama criminal de 2023 dirigida por Zhora Kryzhovnikov y escrita por Kryzhovnikov y Andréi Zolotarev. Está basada en la novela The Word of the Boy: Criminal Tatarstan of the 1970s-2010s de Robert Garaev sobre el fenómeno de Kazán. La serie ganó gran popularidad en Rusia y otros países postsoviéticos.

## Argumento
En Kazán, durante los últimos años de la Unión Soviética, cuando la perestroika remodeló la sociedad, el crimen y la violencia de las pandillas se extendieron por las calles de la ciudad. Andrey, de catorce años, estudiante de una escuela de música, vive con su madre y su hermana menor, pero lucha contra el acoso frecuente de las pandillas callejeras locales. En busca de protección, se hace amigo de su antiguo matón, Marat, miembro de la pandilla Supermercado. A cambio de enseñarle inglés a Marat y ayudarlo a conquistar al violinista Aigul, Andrey aprende boxeo y pequeños robos.
Andréi se somete a una brutal iniciación para unirse a Supermarket, convirtiéndose en parte de un mundo donde la lealtad a la pandilla tiene prioridad sobre las leyes y las promesas. La violencia se intensifica cuando un compañero, Yeralash, es asesinado, lo que desencadena una guerra de pandillas. El hermano mayor de Marat, Vova, un veterano endurecido, toma el control del supermercado, imponiendo disciplina y vengándose después de que Aigul es asaltado por un rival. Sin embargo, la relación de Marat con Aigul causa tensión dentro de la pandilla, y después de que ella muere por suicidio, él se desilusiona cada vez más.
A medida que la policía toma medidas enérgicas contra la actividad de las pandillas, la vida hogareña de Andrey se deteriora y Marat colabora en secreto con las autoridades, lo que lleva a arrestos masivos, incluido el de Vova. Al intentar huir con su novia, Natasha, Vova es asesinado a tiros por la policía. Marat, ahora totalmente alineado con las fuerzas del orden, se queda a solas con el violador de Aigul. Mientras tanto, Andrey, encarcelado, toca el piano mientras los miembros restantes de la pandilla cantan, marcando el final de una era.

## Reparto

### Principal
- Ivan Yankovsky como Vova "Adidas" Suvorov (en ruso: Вова "Адидас" Суворов), líder de la pandilla "Universam", hermano mayor de Marat.
- Ruzil Minekayev como Marat "Adidas Junior" Suvorov (en ruso: Марат "Адидас-младший" Суворов), miembro de la pandilla "Universam", hermano menor de Vova.
- Leon Kemstach como Andrey "Palto" Vasilyev (en ruso: Андрей "Пальто" Васильев), nuevo miembro de la pandilla "Universam".

### Secundario

#### La gente que rodea a los hermanos Suvorov
- Elizaveta Bazykina como Natasha Rudakova (en ruso: Наташа Рудакова), enfermera, novia de Vova.
- Anna Peresild como Aigul Akhmerova (en ruso: Айгуль Ахмерова), estudiante de escuela, novia de Marat.
- Serguéi Burunov como Kirill Suvorov (en ruso: Кирилл Суворов), padre de Vova y Marat.
- Svetlana Smirnova-Katsagadzhieva como Dilyara (en ruso: Диляра), madre de Marat, madrastra de Vova.
- Ildus Abrahmanov como Renat (en ruso: Ренат), padre de Aigul.
- Ruslana Doronina como la madre de Aigul.

#### La gente alrededor de Andréi
- Anastasiya Krasovskaya como Irina Sergeevna (en ruso: Ирина Сергеевна), inspectora de menores, interés amoroso de Andrey.
- Yuliya Aleksandrova como Svetlana Mikhailovna (en ruso: Светлана Михайловна), la madre de Andrey.
- Varvara Kuprina como Yulia (en ruso: Юля), la hermana menor de Andrey.
- Grigory Dudnik como Iskander (en ruso: Искандер), antiguo amigo de Andrey, miembro de la banda "Razyezd".

### Otros
- Anton Vasilyev como Ildar Yunusovich (en ruso: Ильдар Юнусович), investigador principal de la milítsiya.
- Nikita Kologrivyy como "Kashchei" (en ruso: Кащей), exlíder de la pandilla "Universam".
- Lev Zulkarnaev como Vakhit "Zima" Zimaletdinov (en ruso: Вахит "Зима" Зималетдинов), uno de los "supers" de la pandilla "Universam".
- Slava Kopeykin como Valera "Turbo" Turkin (en ruso: Валера "Турбо" Туркин), uno de los "súper" de la banda "Universam".
- Ivan Makarevich como "John" (en ruso: Джон), cantante de un grupo musical.
- Alexander Samoylenko Jr. como Denis Konevich (en ruso: Денис Коневич), jefe del destacamento operativo de vigilantes del Komsomol.
- Nikita Manets como Kirill (en ruso: Кирилл), exmiembro de la banda "Universam".
- Yaroslav Mogilnikov como Misha "Yeralash" Tilkin (en ruso: Миша "Ералаш" Тилькин), miembro de la pandilla "Universam".
- Albert Tavabilov como Albert "Lampa" Salikhov (en ruso: Альберт "Лампа" Салихов), miembro de la pandilla "Universam".
- Andrey Maksimov como "Zhyoltyy" (en ruso: Жёлтый), líder de la pandilla "Dom BEn diciembre de 2023, el guionista de la serie, Andrey Zolotarev, dijo que había preparado historias para dos nuevas temporadas de la serie. yta".
- Vladimir Vinogradov como propietario de un salón de vídeo.
- Natalia Potapova como Flyura Gabdulovna (en ruso: Флюра Габдуловна), profesora de inglés y subdirectora de la escuela.
- Olga Lapshina como Nina, tía de Natasha y madre de Zhyoltyy.
- Lydia Ilyina como Polina Filippovna (en ruso: Полина Филипповна), abuela de Yeralash.

## Episodios
| N.º | Título       | Fecha de emisión original |
| --- | ------------ | ------------------------- |
| 1 | «Episodio 1» | 9 de noviembre de 2023    |
| A finales del invierno de 1989, en Kazán, Andrey, de 14 años, vive con su madre y su hermana menor. En la escuela, le dicen a Andrey que ayudará a un compañero de clase llamado Marat, alguien que frecuentemente intimida a Andrey, a mejorar en inglés. Marat, un miembro de una pandilla llamada el Supermercado ("Universam"), se hace amigo de Andrey: Andrey le enseña inglés y Marat le enseña boxeo y pequeños robos. Como Andrey no es parte del supermercado, Marat no puede defenderlo contra las pandillas rivales, ya que lucha contra el líder del supermercado, Kashchei. Andrey decide unirse a la pandilla del supermercado y resiste una pelea contra Marat para unirse. Con la ayuda de Andrey, Marat invita a salir al violinista Aigul que va a la escuela de Andrey. Marat le enseña a Andrey sobre la historia de las pandillas en Kazán. Andrey vende el reloj de su padre para irse de viaje con la pandilla a Moscú; en Moscú, se meten en varias travesuras antes de que Marat golpee brutalmente a un anarquista punk en un callejón. Pensando que el punk está muerto, Andrey es engañado y arrestado, donde es interrogado por una joven oficial, Irina Sergeevna, quien le ofrece a Andrey la opción de entregar a los otros miembros de la pandilla. Él se niega y en su lugar invita a Irina al cine, siendo recibido y animado por la pandilla cuando sale de la estación de policía. |              |                           |
| 2 | «Episodio 2» | 9 de noviembre de 2023    |
| Con la ayuda de Marat, Andrey zumba la cabeza. Mientras esperan a Aigul, Marat y Andrey se enfrentan a Irina, que va con Andrey al cine. Antes de la película, se proyecta inesperadamente un documental sobre los grupos juveniles del crimen organizado de Kazán, después de lo cual Irina le pide a Andrey que suba al escenario para una entrevista; ofendido, Andrey huye. Marat se acerca a Aigul. Kashchei estafa a la madre de Andrey con 100 rublos y un sombrero antes de ser engañado por Marat para que se detenga, ya que la reconoció; su novio, un oficial de policía llamado Ildar, invita a Andrey a la estación de policía y lo ayuda, aunque quiere que Andrey le cuente sobre los miembros de la pandilla. El hermano mayor de Marat, Vova "Adidas", regresa de Afganistán. Vova no está satisfecho con el orden que ha cambiado en dos años y un círculo de socios cercanos se forma inmediatamente a su alrededor. Como resultado de una estafa dirigida por Vova, Andrey intenta engañar a su madre para que crea que nunca perdió su dinero, pero ella no le cree. Esa noche, en una discoteca, varias pandillas bailan en paz, pero Andrey provoca una pelea masiva frente a Irina, quien lo había invitado allí. Mientras tanto, dos miembros del supermercado llamados Kirill y Yeralash se enfrentan a una pandilla rival y Kirill deja atrás a Yeralash, lo que hace que los miembros de la pandilla lo golpeen brutalmente en las calles. En la comisaría, Ildar le da a Andrey una lección sobre la violencia golpeándolo con un ladrillo en una bota en un baño. |              |                           |
| 3 | «Episodio 3» | 16 de noviembre de 2023   |
| Los chicos le regalan a la madre de Andréi un sombrero que Marat había robado previamente a la profesora de inglés Flyura Gabdulovna. Kirill se abre la cabeza con una botella de vidrio y cuenta una versión ficticia de lo que sucedió, mintiendo al supermercado que trató de luchar contra los atacantes. Los chicos descubren que en el ataque, Yeralash fue golpeado hasta la muerte, y en un falso consejo de Kirill, Vova lidera el supermercado en un ataque contra una pandilla rival. Los líderes visitan a Kashchei para pedirle explicaciones y los chicos golpean violentamente a Kirill, prohibiéndole unirse a las pandillas. En el funeral de Yeralash, el supermercado jura venganza. Ildar intenta hacerse amigo de Andrey y le dice que la banda Hadi Taktash es la responsable. Flyura informa a los padres de Marat que robó el sombrero; El padre de Marat lo secuestra y trata de llevarlo con su tía, pero Marat escapa. Liderada por Vova, la pandilla del supermercado ataca el Hadi Taktash, y Vova es apuñalada en la pierna durante la pelea por una tabla rota. Andrey y muchos otros son llevados a un hospital, donde descubre que el asesino de Yeralash, Ravil, también está en el hospital; Andrey encuentra su habitación y golpea brutalmente a Ravil en su cama de hospital. |              |                           |
| 4 | «Episodio 4» | 23 de noviembre de 2023   |
| Los miembros de Hadi Taktash irrumpen en el hospital y Marat y Andrey se ven obligados a secuestrar a Vova durante su operación en la pierna para escapar. Vova apoya el acto de violencia de Andrey y anuncia una reunión para mañana. Su madre intenta que Andrey ingrese a una escuela después de que lo echan de la escuela de música, pero Andrey estropea la entrevista a propósito, aunque le miente a su madre diciendo que ingresó. Aigul reprende a Marat por tratarla como un objeto. Vova cuestiona el liderazgo de Kaschei y lo derroca, golpeándolo con la ayuda de los miembros del supermercado y robando dinero y un revólver de la caja fuerte de Kaschei. Con el dinero, los chicos deciden iniciar un negocio haciendo un videoclub con casetes que le roban a un hombre. Ildar le advierte a Andrey que si Ravil muere a causa de sus heridas, Andrey estará en peligro. Marat regresa discretamente a casa a buscar sus cosas, pero su padre lo está esperando y le permite quedarse. La madre de Andrey visita la oficina de la directora, Flyura Gabdulovna, quien descubre que le robaron el sombrero. Cuando Andrey y su hermana Julia regresan a casa, su madre le prende fuego al cabello con la estufa y posteriormente termina en un hospital psiquiátrico con psicosis. |              |                           |
| 5 | «Episodio 5» | 30 de noviembre de 2023   |
| Ravil sobrevive a la paliza. Vova se enamora de la enfermera Natasha, quien le salvó la vida durante el asalto al hospital. Marat le pide a Aigul que la ayude con los anuncios del videoclub, la presenta al resto de los chicos y le pide que se encargue de la caja registradora; Los dos entran en una relación. Por la noche, una pandilla vecina llega a la tienda: secuestran a Aigul, quien no regala la grabadora de video y toda la caja registradora. El jefe de la pandilla, Yellow ("Zholtiy"), le explica que el supermercado robó esta grabadora de video de la persona que su pandilla estaba protegiendo. Vova organiza una reunión con Amarillo como negociación y deja a Marat en casa, pero se une a su hermano de todos modos; Vova, Marat y el segundo al mando de Vova, Winter ("Zima"), son emboscados y brutalmente atacados. Por orden de Yellow, un miembro de la pandilla le corta parcialmente la oreja a Marat hasta que Vova se disculpa. En el escondite de la pandilla, Aigul es acosada por un miembro que la había acosado anteriormente, quien procede a agredirla sexualmente; cuando Amarillo regresa, lo golpea violentamente por lo que ha hecho. Un Marat malherido acusa a su hermano de disculparse, algo que su pandilla no hace. Vova se arma con un revólver oculto y va al escondite, donde Amarillo admite su culpabilidad por el incidente con Aigul, y dice que quiere que el pasado sea pasado. En respuesta, Vova dispara a todos los miembros presentes, incluido Amarillo, en las piernas, pisando la herida de Amarillo hasta que se disculpa, después de lo cual Vova le dispara y lo mata; una Vova ensangrentada se lleva a Aigul con él. |              |                           |
| 6 | «Episodio 6» | 7 de diciembre de 2023    |
| Marat lleva a Aigul con sus padres. Mientras suturan la herida de Marat en el hospital, Vova invita a Natasha a una cita; Ildar y la policía descubren el cadáver de Yellow. Vova le cuenta a Marat sobre la violación de Aigul y le advierte que si Marat continúa comunicándose con Aigul, entonces, de acuerdo con las reglas del grupo, será expulsado. Marat corre hacia Aigul y ella miente diciendo que no pasó nada. Vova enseña al grupo disciplina después de lo que sucedió la noche anterior; Durante este montaje, se muestran brevemente destellos durante los cuales se le dice a la audiencia cómo morirá cada miembro de la pandilla. Andrey le pide a Ildar que recoja a su madre de un hospital psiquiátrico; Ildar se queda con ellos y ayuda con las tareas domésticas. Andrei se entera por Ildar de que Vova es buscado por el asesinato de Yellow. En la discoteca, Marat se distrae a propósito con Winter mientras su compañero de pandilla Turbo difunde la noticia del asalto de Aigul a través de la pista de baile, lo que la hace ser condenada al ostracismo por sus amigos. Andrey huye de casa después de que Ildar descubre que advirtió a Vova sobre una redada en la casa de sus padres; él va a ver a Irina, pero es golpeado en el hueco de la escalera por su amigo John. Por la mañana, Marat sigue intentando ponerse en contacto con Aigul; mientras tanto, odiada por sus amigos y padres por igual, Aigul va a su balcón y se para en el alféizar de la ventana. |              |                           |
| 7 | «Episodio 7» | 14 de diciembre de 2023   |
| Vova y Natasha siguen saliendo. Pasa la noche en su dormitorio y Andrey le dice a la mañana siguiente que Aigul se ha suicidado saltando desde su ventana. Adidas recoge a Marat de la escuela y lo lleva al cementerio, donde se emborrachan; después de llevar a Marat a casa, grita que Aigul está muerto, pero Marat ya no lo escucha. Andrey y los chicos emboscan a John en la entrada y lo golpean, después de lo cual Andrey le exige que deje de cuidar a Irina. Vova le dice a Natasha que defendió el honor de una mujer defendiendo a la novia de su hermano, y ahora está huyendo; él se ofrece a ir con ella a Abjasia, donde vive la tía de Natasha. Cuando llegan allí, encuentran a su tía de luto por su hijo, que se revela como Yellow. A la mañana siguiente, Marat llega a la escuela y se entera de la muerte de Aigul. En el funeral de Yellow, uno de los miembros de la pandilla reconoce a Adidas y lo ataca; al darse cuenta de que Adidas es el asesino de su primo, Natasha rompe con él. La madre de Andrey regresa a casa, después de haber perdido a Julia en un estado mental enloquecido; Andrey recurre a los chicos y a Irina en busca de ayuda. Colega de Irina. Kira, al ver que la madre de Andrei está en condiciones inadecuadas, llama a los camilleros del hospital psiquiátrico, quienes se la llevan de nuevo. Julia finalmente regresa. Vova abandona el grupo y nombra a Winter como líder. La policía se lleva a Julia para vivir con una familia de acogida, pero Andrey logra escapar. Marat es expulsado de la pandilla y los oficiales de policía le ofrecen el violador de Aigul si trabaja con ellos. Andrey va a ver a Marat, quien insinúa que Andrey no debería ir a la base del grupo mañana. Al día siguiente, los oficiales de policía arrestan a todos, incluido Andrey, mientras Marat observa, después de haber colocado el revólver de Vova que se usó para matar a Yellow en el bolsillo de Turbo. |              |                           |
| 8 | «Episodio 8» | 21 de diciembre de 2023   |
| Después del arresto, Marat se acerca a Ildar, quien le muestra a Kirill, que había trabajado como informante, quien le dice a Marat que Vova mató a Yellow. Ildar le explica a Marat que las huellas dactilares permanecen no solo en el arma, sino también en los casquillos, por lo que el examen aún determinará al verdadero asesino. Ildar libera a Andrey, pero le advierte que esta es la última vez. Marat condena a Vova al ostracismo por el destino de Aigul. Andrey llega a Irina para averiguar dónde está su hermana y descubre que Irina la ha acogido; Se queda con los dos. Vova visita a Natasha y deciden huir juntas. Marat recibe un premio por su valentía y, fuera de la ceremonia, pelea con Andrey; la pelea es larga y brutal, pero Andrey gana. Vova y Natasha huyen de la ciudad, pero Vova es invitado a la cena de aniversario de su padre. Mientras consigue un pastel para su madre, Andrey es reconocido por la persona a la que los niños le robaron las cintas de video. Vova y Natasha regresan y Vova habla con su padre, quien renuncia a él; El escuadrón de policía de Ildar llega y se produce un tiroteo. Vova logra escapar y está a punto de abrazarse con Natasha cuando Ildar le dispara fatalmente por la espalda. En la estación, Marat se presenta con Kolik, el violador de Aigul, y se queda solo en un baño con él. Cuando Andrey es arrestado, Vova muere en los brazos de Natasha, y Marat golpea y pisotea violentamente a Kolik en el baño, con Natasha y Marat gritando mientras Andrey guarda silencio. Algún tiempo después, la mayoría de la pandilla canta en la cárcel una canción tocada en el piano por un Andrey desaliñado. |              |                           |

## Producción
En diciembre de 2023, el guionista de la serie, Andréi Zolotarev, dijo que había preparado historias para dos nuevas temporadas de la serie.

## Banda sonora
| Performer / music                  | Track                   |
| ---------------------------------- | ----------------------- |
| Aigel                              | "Piyala"                |
| Basta                              | "Na Zare"               |
| Viktor Tsoi, Kinó                  | "Khochu peremen"        |
| Vili Tókarev                       | "In A Noisy Booth"      |
| Vladimir Kuzmin                    | "Just You and Me"       |
| Yegor Letov, Grazhdanskaya Oborona | "Zoo"                   |
| Igor Talkov                        | "Summer Rain"           |
| Kombinaciya                        | "Do Not Forget"         |
| Mirage                             | "New Hero"              |
| Mirage                             | "Together Again"        |
| Mirage                             | "Sunny Summer"          |
| Mirage                             | "I Am Not Kidding"      |
| Mirage                             | "Music Bound Us"        |
| Stas Namin, Tsvety                 | "Heroic Strength"       |
| Yuri Shatunov, Laskovyi Mai        | "Pink Evening"          |
| Yuri Shatunov, Laskovyi Mai        | "Gray Night"            |
| Nautilus Pompilius                 | "I Want to Be with You" |
| Forum                              | "Small Island"          |
| Aleksandr Serov                    | "How to Be"             |
| Kris Kelmi                         | "Night Rendezvous"      |
| Trio Meridian                      | "Vocalise"              |
| Solovyova, Ziborov                 | "Kotylu"                |

## Respuesta de la crítica

### Doméstico
El crítico de cine Vasili Stepanov elogió la serie y escribió: "La intensidad y la expresión del autor son cautivadoras; todo lo que hace que el cine de Kryzhovnikov sea digno de ser amado está presente: una cámara desinhibida, escenas de multitudes bien concebidas, actuaciones apasionadas (el casting aquí es de oro)". La crítica Zinaida Pronchenko respondió negativamente a la serie: "El principal problema de la serie no es ni siquiera el dominio de los accesorios: demasiada nieve derretida, casas de paneles descascaradas (dentro de las cuales se encuentran apartamentos de cinco habitaciones dignos del académico Keldysh), zaporozhets oxidados, sombreros de rata almizclera, jerga obsesiva, Yura Shatunov, sino una completa falta de desarrollo".

### Internacional
El periódico británico The Economist destaca "altos valores de producción y un drama inquebrantable" en la serie. The Economist escribe: "Los episodios más sombríos de la serie, llenos de orejas cortadas, violaciones y asesinatos, dejan claro que no glorifica la violencia".

## En la cultura
Según Alexander Nazaryan, el Ministerio de Cultura y Comunicaciones Estratégicas de Ucrania calificó el programa de "propaganda hostil", aunque no lo mencionó directamente por su nombre, y dijo que el programa estaba siendo visto "ampliamente [y] ilegalmente" en toda Ucrania. Alexei Uchitel dijo que, aparte de Rusia, el programa también era popular en Ucrania y entre los residentes de habla rusa de Los Ángeles.